# Santiago Rebolledo
Santiago Rebolledo Pizarro Nació en Chuquicamata el 2 de junio de 1955. Hijo de Ramón alto oficial de la PDI Y Edith su amada madre. Sociólogo, titulado con distinción, en la Universidad de Chile. Independiente, no milita en ningún partido político. Fué Subdirector y Director Nacional de Gendarmería de Chile, entre el año 2000 y 2004. Ejerció como alcalde de la comuna de La Cisterna desde el 6 de diciembre de 2004 hasta el 28 de junio de 2021 con las más altas mayorías electorales. Presidente de la Federación Chilena de Tenis de mesa Máster y jugador activo de su deporte a nivel nacional e internacional. Socio activo del Rotary Club de La Cisterna.

## Biografía
Realizó sus estudios superiores en la Universidad de Chile, donde obtuvo la licenciatura en sociología para luego titularse con Distinción como Sociólogo. Tiene además un posgrado en Gestión y Desarrollo Local, realizado en el Instituto Profesional Iplacex.
En el ámbito laboral, entre otros, ha ejercido profesionalmente como asesor programático en el Ministerio Secretaría General de Gobierno (Segegob) y como asesor técnico en el Servicio Nacional de Capacitación y Empleo (SENCE).
En enero de 2001 fue nombrado por el presidente Ricardo Lagos Subdirector Nacional de Gendarmería de Chile, al mismo tiempo fue director de la revista de criminología de la institución y representante oficial al MERCOSUR.
Entre los años 2005 y 2008, en su calidad de presidente de la Comisión de Seguridad Ciudadana, de la Asociación Chilena de Municipalidades (AChM) fue miembro oficial del Consejo de Seguridad Nacional de Chile (Cosena). Para el período 2013 - 2014, fue el primer Presidente nacional de la ACHM, (Asociación Chilena de Municipalidades) electo democráticamente por votación directa y secreta por los Alcaldes y Alcaldesas del país, para posteriormente ser su Secretario general.
Es casado y padre de cuatro hijos.

## Trayectoria política
Es militante del Partido por la Democracia (PPD).
En las elecciones municipales de 1992, fue elegido como concejal de La Cisterna, obtenido el 10,68% de la votación y 5.795 votos, logrando además la tercera mayoría nivel comuna.
Fue reelecto en las elecciones de 1996, subiendo su votación a 13,80% y a 6618 votos, obteniendo la segunda mayoría a nivel comunal, que le permitió además ser alcalde protocolar.
En el año 2000, fue el candidato de la Concertación para la alcaldía de La Cisterna, sin embargo perdió por 6 puntos frente al también concejal Héctor Silva (UDI), obteniendo el 23,36% y 11488 votos, que por el sistema electoral vigente le permitieron ejercer por tercera vez como concejal. 
Nuevamente buscó la alcaldía de la comuna, en las elecciones de 2004, las primeras donde se eligió por separado al alcalde y al concejo municipal, con el 48,03% de la votación fue elegido como alcalde derrotando al titular en ejercicio Héctor Silva, por 14 puntos de ventaja.
Obtuvo la reelección en las elecciones de 2008, donde fue reelecto con un 59,04% venciendo a Pedro Castillo (UDI), que fue su único contrincante en aquella elección.
El 2012, lograría su tercer mandato con una ventaja de prácticamente 28 puntos más que su contrincante el entonces concejal Cristhian Moreira (UDI), logrando un 59,46%. Además de lograr una mayoría de 5 concejales de su misma coalición política.
En su calidad de alcalde, fue elegido democráticamente presidente de la Asociación de Municipalidades (AChM) para el periodo 2013-2014, luego  fue secretario general de la AChM.
Buscó un cuarto mandato como alcalde en las elecciones municipales de 2016, donde nuevamente obtuvo la reelección con un 55,16% de la votación y 11340 votos, derrotando a Marcelo Alfaro (UDI) y a Irma Pérez (PEV).

## Historial electoral

### Elecciones municipales de 2004
- Elecciones municipales de 2004, para la alcaldía de La Cisterna[3]

| Candidato                      | Pacto                           | Partido | Votos  | %     | Resultado |
| ------------------------------ | ------------------------------- | ------- | ------ | ----- | --------- |
| Santiago Rebolledo Pizarro     | Concertación por la Democracia  | PPD     | 20.642 | 48,03 | Alcalde   |
| Héctor Silva Muñoz             | Alianza                         | UDI     | 15.028 | 34,97 |           |
| Rodrigo Hernández Espinoza     | Independientes (Fuera de pacto) | IND     | 4597   | 10,70 |           |
| Juan Enrique Valenzuela Vargas | Juntos Podemos Más              | ILA     | 2712   | 6,31  |           |

### Elecciones municipales de 2008
- Elecciones municipales de 2008, para la alcaldía de La Cisterna[4]

| Candidato                  | Pacto                    | Partido | Votos  | %     | Resultado |
| -------------------------- | ------------------------ | ------- | ------ | ----- | --------- |
| Santiago Rebolledo Pizarro | Concertación Progresista | PPD     | 23 846 | 59,04 | Alcalde   |
| Pedro Castillo Aravena     | Alianza                  | UDI     | 16 546 | 40,96 |           |

### Elecciones municipales de 2012
- Elecciones municipales de 2012, para la alcaldía de La Cisterna[5]

| Candidato                  | Pacto                          | Partido | Votos  | %     | Resultado |
| -------------------------- | ------------------------------ | ------- | ------ | ----- | --------- |
| Santiago Rebolledo Pizarro | Por un Chile justo             | PPD     | 17 204 | 59,46 | Alcalde   |
| Cristhian Moreira Barros   | Coalición                      | UDI     | 9124   | 31,53 |           |
| David Mateluna Lagos       | El Cambio por Ti               | ILC     | 1675   | 5,79  |           |
| Lionel González Tapia      | Regionalistas e Independientes | ILB     | 932    | 3,22  |           |

### Elecciones municipales de 2016
- Elecciones municipales de 2016, para la alcaldía de La Cisterna[6]

| Candidato                  | Pacto                        | Partido | Votos  | %     | Resultado |
| -------------------------- | ---------------------------- | ------- | ------ | ----- | --------- |
| Santiago Rebolledo Pizarro | Nueva Mayoría                | PPD     | 11 340 | 55,16 | Alcalde   |
| Marcelo Alfaro Valdés      | Chile Vamos                  | UDI     | 4798   | 23,34 |           |
| Irma Pérez Llanquín        | Poder Ecologista y Ciudadano | PEV     | 4419   | 21,50 |           |